# John Doe
För andra betydelser, se John Doe (olika betydelser).
John Doe är en benämning på en okänd mansperson i USA och vissa andra engelsktalande länder. Om det är en kvinna används ibland uttrycket Jane Doe. Om det är ett barn används ofta Baby Doe. I Sverige används istället N.N. från latinets nomen nescio (jag känner inte till namnet) eller notetur nomen (här bör namnet skrivas).
Ursprunget till det fiktiva namnet John Doe är det brittiska lagsystemet där en okänd svarande kallas John Doe. En okänd kärande kallas istället Richard Roe eller Jane Roe (som i Roe mot Wade).
Namnet John Doe används också i USA för oidentifierade lik.
När man använder ett namn för en person vilken som helst, som anses företräda "mannen på gatan", en medelperson ur allmänheten, så används också John Doe, men ibland används i stället namn i stil med John Q. Public (ungefär "John Q. Allmänhet").